# آئین‌بذ
آئین‌بذ یا آئین‌پذ یا آئین‌پت، در ایران باستان، به‌ویژه در عصر ساسانیان رئیس محافظین عادات و رسوم به‌شمار می‌رفت و ظاهراً کارهای قضایی را نیز انجام می‌داده است.